# Feuille d'érable en or
La Feuille d'érable en or canadienne est la pièce d'or officielle du Canada et est frappée par la Monnaie royale canadienne. C'est une, sinon la plus pure, des pièces d'or de ce type présentement dans le monde, avec une pureté garantie de 0,9999 ou 24 carats, avec quelques éditions spéciales qui atteignent 0,99999 de pureté. Cette pièce a été frappée pour la première fois en 1979. Les pièces canadiennes frappées entre 1979 et 1981 ont un degré de pureté de 0,999.
La Feuille d'érable est offerte en différents formats, allant de 1/20 d'once troy, 1/10 oz, 1/4 oz, 1/2 oz, et 1 oz, et la Monnaie royale canadienne garantit que les pièces contiennent le poids mentionné (en once troy) de 0,9999 or fin (24 carats). Les pièces ont cours légal au Canada, mais, comme c'est le cas pour les autres pièces-lingot, la valeur faciale de ces pièces (1$CAD, 5$CAD, 10$CAD, 20$CAD et 50$CAD) est purement symbolique et ne tient pas compte de la valeur intrinsèque des pièces, qui fluctue selon les marchés internationaux de l'or.
Les pièces de 1/20, 1/10, 1/4, et 1/2 oz troy ont un design identique à la pièce d'un oz troy, mis à part les inscriptions qui indiquent le poids des pièces et leur valeur faciale sur l'avers et sur le revers. En 1994, des pièces de 1/15 oz (2$ de valeur faciale) en or et en platine furent émises, possiblement pour un usage en joaillerie. Leur succès fut mitigé, et la Monnaie royale canadienne ne répéta pas l'expérience.
Des Feuilles d'érable de platine ont aussi été frappées à partir de 1988, avec une pureté de 0,9995. Elles avaient les mêmes dimensions, les mêmes poids et les mêmes valeurs faciales que leurs contreparties en or. De plus, toujours en 1988, une pièce d'un once d'argent fin 0,9999 a été frappée, avec une valeur faciale de 5 dollars. En 2005, une pièce de 1 oz de palladium fin à 0,9995, toujours avec le motif de la feuille d'érable, a été frappée, avec une valeur faciale de 50 dollars. La Feuille d'érable en palladium est assujettie à la taxe sur les produits et services au Canada.
Le 3 mai 2007, la Monnaie royale canadienne a dévoilé une Feuille d'érable en or unique, pesant 100 kilogrammes et avec une valeur faciale de 1 million de dollars canadiens, bien qu'à l'époque, son contenu en or valait plus de 2 millions de dollars. La pièce mesure 50 cm de diamètre, 3 cm d'épaisseur, et pèse 100 kg. Sa pureté est de 99,999 %. L'artiste qui dessina cette pièce est Stanley Witten. La pièce est un objet promotionnel qui démontre le savoir-faire canadien et la qualité des artisans de la Monnaie royale canadienne,. Cependant, depuis qu'elle ait été fabriquée, certaines personnes se sont montrées intéressées à en faire l'acquisition, et la MRC a annoncé qu'elle en frapperait sur commande spéciale et les vendrait entre 2,5 et 3 millions de dollars canadiens. En date du 3 mai 2007, ce n'est pas moins de cinq commandes officielles que la MRC a reçues.
Toutes les dénominations sont en onces troy.

## Feuille d'érable en or
| Années           | Dénominations                                   | Pureté | Avers |
| ---------------- | ----------------------------------------------- | ------ | ----- |
| 1979–1982*       | 1 oz                                            | .999   |       |
| 1982*–1985       | 1 oz, 1/4 oz, 1/10 oz                           | .9999  |       |
| 1986–1989        | 1 oz, 1/2 oz, 1/4 oz, 1/10 oz                   | .9999  |       |
| 1990–1992        | 1 oz, 1/2 oz, 1/4 oz, 1/10 oz                   | .9999  |       |
| 1993             | 1 oz, 1/2 oz, 1/4 oz, 1/10 oz, 1/20 oz          | .9999  |       |
| 1994             | 1 oz, 1/2 oz, 1/4 oz, 1/10 oz, 1/15 oz, 1/20 oz | .9999  |       |
| 1995–2004        | 1 oz, 1/2 oz, 1/4 oz, 1/10 oz, 1/20 oz          | .9999  |       |
| 2005–aujourd'hui | 1 oz, 1/2 oz, 1/4 oz, 1/10 oz, 1/20 oz          | .9999  |       |

- Pour les pièces avec .99999 (cinq neuf) Pure Gold Maple Leafs, voir la section Éditions spéciales de cet article.

- Les Feuilles d'érable .9999 de 1982 ont été frappées à partir de novembre. Sinon, la majorité des pièces frappées en 1982 sont à .999 pures.

### Problèmes de production
Quelques revendeurs se sont plaints de la qualité de production des Feuilles d'érable,,. Ces problèmes s'expliquent en partie par l'or pur de 24 carats employé, plus mou que les autres alliages, la tranche cannelée, les champs vierges autour du portrait de la reine Élisabeth II et par les tubes d'expédition employés. Les pièces montrent des traces de manipulation plus facilement et c'est un des problèmes les plus fréquents avec l'or pur, et de toute manière les pièces lingot n'ont pas été prévues pour circuler, mais pour être gardées comme un investissement.

## Feuille d'érable en platine
| Années    | Dénominations                                   | Pureté | Avers                 |
| --------- | ----------------------------------------------- | ------ | --------------------- |
| 1988–1989 | 1 oz, 1/2 oz, 1/4 oz, 1/10 oz                   | 9995   | Elizabeth II à 39 ans |
| 1990–1992 | 1 oz, 1/2 oz, 1/4 oz, 1/10 oz                   | 9995   | Elizabeth II à 64 ans |
| 1993      | 1 oz, 1/2 oz, 1/4 oz, 1/10 oz, 1/20 oz          | 9995   | Elizabeth II à 64 ans |
| 1994      | 1 oz, 1/2 oz, 1/4 oz, 1/10 oz, 1/15 oz, 1/20 oz | 9995   | Elizabeth II à 64 ans |
| 1995–1999 | 1 oz, 1/2 oz, 1/4 oz, 1/10 oz, 1/20 oz          | 9995   | Elizabeth II à 64 ans |
| 2002      | 1 oz, 1/2 oz, 1/4 oz, 1/10 oz, 1/20 oz          | 9995   | Elizabeth II à 64 ans |

Note: Aucune pièce en platine n'a été frappée depuis 2002.

## Feuille d'érable en argent
| Années           | Dénominations | Pureté | Avers                 |
| ---------------- | ------------- | ------ | --------------------- |
| 1988–1989        | 1 oz          | 9999   | Elizabeth II à 39 ans |
| 1990–2004        | 1 oz          | 9999   | Elizabeth II à 64 ans |
| 2005–aujourd'hui | 1 oz          | 9999   | Elizabeth II à 79 ans |

Il existe aussi des éditions spéciales telles la 5$ 2011 grizzly ou 5$ loup titrées tous en argent très pur à 0.9999, pièces d'argent qui ne sont désormais plus les plus pures car « 1 oz Andean Cat, World's Purest Silver Rounds » de « royal mint company » est une pièce pure à 0,99999.

## Feuille d'érable en palladium
Disponibles en format de 1 oz, la Feuille d'érable en palladium offrait une alternative à la Feuille d'érable en platine, dont la Monnaie royale canadienne avait arrêté la production en 1999.
| Années             | Dénomination | Pureté          | Avers                 |
| ------------------ | ------------ | --------------- | --------------------- |
| 2005 à aujourd'hui | 1 oz         | .9995 palladium | Elizabeth II à 79 ans |

## Feuilles d'érable bi-métallique
Pour célébrer ses 25 années comme leader de l'industrie des pièces lingot, la Monnaie Royale canadienne a créé un ensemble de pièces unique comportant six pièces. Les pièces, bi-métalliques (or et argent), avec un fini lingot (bullion finish en anglais, relief brillant sur champ ligné). Cet ensemble était le premier à avoir une Feuille d'érable de 1/25 oz. Chaque pièce portant la double date 1979-2004, et la pièce de 1 oz avait une marque commémorative distinctive. Les ensembles étaient emballés dans un étui en cuir noir avec un intérieur en velours noir, et était accompagné d'un certificat d'authenticité.
| 2004 | 25e anniversaire, Feuille d'érable en or |        |         |              |          |        |       |
| 2004 | 25e anniversaire, Feuille d'érable en or | 0,50$  | 1/25 oz | .9999 argent | .9999 or | 1,270  | 16,00 |
| 2004 | 25e anniversaire, Feuille d'érable en or | 1,00$  | 1/20 oz | .9999 argent | .9999 or | 1,581  | 18,03 |
| 2004 | 25e anniversaire, Feuille d'érable en or | 5,00$  | 1/10 oz | .9999 argent | .9999 or | 3,136  | 20,00 |
| 2004 | 25e anniversaire, Feuille d'érable en or | 10,00$ | 1/4 oz  | .9999 argent | .9999 or | 7,802  | 25,00 |
| 2004 | 25e anniversaire, Feuille d'érable en or | 20,00$ | 1/2 oz  | .9999 argent | .9999 or | 15,589 | 30,00 |
| 2004 | 25e anniversaire, Feuille d'érable en or | 50,00$ | 1 oz    | .9999 argent | .9999 or | 31,650 | 36,07 |

Autres détails
| Année | Thème                                    | Artiste            | Quantité frappée | Prix d'émission | Fini    |
| ----- | ---------------------------------------- | ------------------ | ---------------- | --------------- | ------- |
| 2004  | 25e anniversaire, Feuille d'érable en or | Graveurs de la MRC | 801              | 2 495,95$       | Bullion |

## Éditions spéciales

### Feuille d'érable en or pur à 99,999%
La Feuille d'érable en or était pure à 0,999 jusqu'en 1982, date à laquelle sa pureté a été augmentée à 0,9999, devenant ainsi la nouvelle référence pour les pièces lingot. La Monnaie Royale canadienne a poursuivi la tradition et a maintenu son leadership international dans la production de pièces lingot avec l'introduction des pièces affichant un indice de pureté de 0,99999.
Ce degré de pureté n'ira pas jusqu'à remplacer le standard des Feuilles d'érable établi à 0,9999, mais il est plutôt réservé pour des éditions spéciales et exclusives fabriquées par la MRC comme miroir de l'excellence dans la frappe de pièces. Sans aucun doute, ces pièces en or, pures à 99,999 %, continuent encore aujourd'hui à servir de référence dans l'histoire des monnaies.
| Year | Thème                         | Artiste        | Quantité frappée             | Prix à l'émission | Notes spéciales |
| ---- | ----------------------------- | -------------- | ---------------------------- | ----------------- | --- |
| 2007 | Pièce de 200 dollars          | Stanley Witten | N/A                          | N/A               | 1 oz Troy; .99999 oz d'or pur |
| 2007 | Pièce d'un million de dollars | Stanley Witten | 6 (en date de décembre 2013) | N/A               | La pièce pèse 100 kg |
| 2008 | Pièce de 200 dollars          |                | 1 700                        | 1394,64$          | Édition limitée spéciale - Première frappe« http://www.99999mapleleaf.com »(Archive.org • Wikiwix • Archive.is • Google • Que faire ?) (consulté le 9 avril 2013) |

### Coloured Gold Maple Leaf
| Year | Thème                                         | Artiste                        | Quantité frappée | Prix à l'émission | Notes spéciales                                                       |
| ---- | --------------------------------------------- | ------------------------------ | ---------------- | ----------------- | --------------------------------------------------------------------- |
| 1999 | 20e anniversaire de la Feuille d'érable en or | Walter Ott, Graveurs de la MRC | 13,025           | N/A               | Ce sont les premières pièces colorées que la MRC ait jamais produites |

### Feuille d'érable avec hologramme
| Year | Thème                                           | Artiste                        | Quantité frappée | Prix à l'émission | Notes spéciales                               |
| ---- | ----------------------------------------------- | ------------------------------ | ---------------- | ----------------- | --------------------------------------------- |
| 1999 | Ensemble Feuille d'érable en or avec hologramme | Walter Ott, Graveurs de la MRC | 500              | 1995$             | Premières pièces de la MRC avec un hologramme |
| 2001 | Ensemble Feuille d'érable en or avec hologramme | Walter Ott, Graveurs de la MRC | 600              | 1995$             | N/A                                           |
| 2001 | Feuille d'érable en or de 10$                   | Walter Ott, Graveurs de la MRC | 14 614           | 195$              | 1/4 oz                                        |

### Feuille d'érable commémorative - Olympiques
- La Monnaie Royale canadienne et le Comité International Olympique en sont arrivés à un accord concernant les pièces Feuille d'érable en or et en argent émises spécialement pour les Olympiques. L'annonce en a été faite le 3 août 2007 et l'accord donne le droit à la MRC de frapper des pièces Feuille d'érable commémoratives affichant l'emblème des Jeux olympiques d'hiver de Vancouver 2010, ainsi que celui des Jeux paralympiques[9]. La MRC émettra deux pièces : une Feuille d'érable en or, et une Feuille d'érable en argent, et les deux pièces seront millésimées 2008. Ce nouvel accord signifie que maintenant, la MRC pourra vendre des pièces commémoratives via tous ses points de vente, incluant les pièces lingot, mais aussi la monnaie de circulation et les pièces numismatiques[9].

### Sorties individuelles
| Year | Thème                                              | Artiste     | Quantité frappée | Prix à l'émission       | Notes spéciales                                               |
| ---- | -------------------------------------------------- | ----------- | ---------------- | ----------------------- | ------------------------------------------------------------- |
| 1989 | Pièce commémorative 10e anniversaire               | Walter Ott  | 6 817            | Cours de l'or du marché | Présentée dans une boite en bois                              |
| 1997 | 125e anniversaire de la GRC                        | Ago Aarand  | 12 913           | 310$ US Funds           | Valeur garantie de 310$ US jusqu'au 1er janvier 2000          |
| 2004 | 25e anniversaire de la Feuille d'érable en or      | Walter Ott  | 10 000           | Cours de l'or du marché | Présentée au ANA World’s Fair of Money à Pittsburgh           |
| 2007 | Pièce d'essai Feuille d'érable en or 99,999 % pure | Stan Witten | 500              | 1 899.95$               | Disponible aux collectionneur via un tirage en vue de l'achat |

### Feuille d'érable avec marque privée
| Année | Marque privée   | Dénomination | Dimensions                                | Quantité frappée | Notes                              |
| ----- | --------------- | ------------ | ----------------------------------------- | ---------------- | ---------------------------------- |
| 1997  | Famille         | Cinq dollars | 1/10 oz.                                  | 100 730          | Fabriquée pour Dillon Gage         |
| 1998  | Aigles          | Cinq dollars | 1/10 oz.                                  | 51 440           | Fabriquée pour Dillon Gage         |
| 2000  | Expo Hanover    | Dix dollars  | 1/4 oz.                                   | 1000             | N/A                                |
| 2001  | Basle Coin Fair | Dix dollars  | 1/4 oz.                                   | 750              | N/A                                |
| 2001  | Viking          | N/A          | 1 oz., ½ oz., 1/4 oz., 1/10 oz., 1/20 oz. | 850              | Émises en ensemble de 5 pièces     |
| 2005  | Liberation      | Dix dollars  | 1/4 oz.                                   | 1000             | Fabriquée pour la Royal Dutch Mint |

## Définitions
BullionRelief brillant sur un champ ligné.
ÉpreuveRelief givré sur champ miroir.
SpécimenRelief brillant sur un champ givré.